# Somin
Somin est une localité polonaise de la gmina rurale de Nowogródek Pomorski située dans le powiat de Myślibórz en voïvodie de Poméranie-Occidentale. Elle se situe à environ 12 km à l'est de Myślibórz et 64 km au sud-est de la capitale régionale Szczecin.

## Géographie

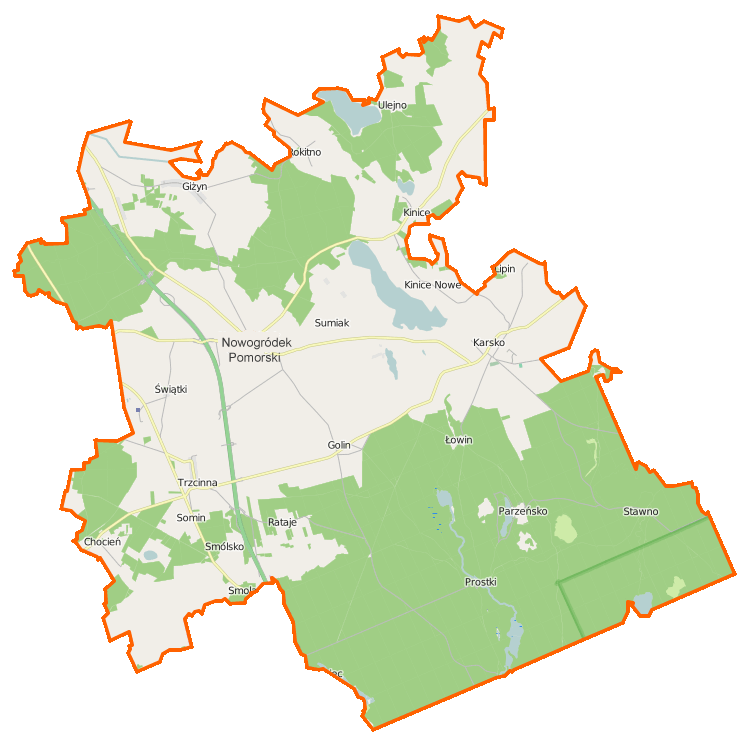
Carte de la gmina de Nowogródek Pomorski.